# Hedda zu Putlitz
Hedda zu Putlitz (Neumünster, 4 september 1965) is een voormalig Duits mountainbikester, die haar vaderland vertegenwoordigde bij de Olympische Spelen in 2000 (Sydney).

## Erelijst

### Mountainbike
1997
- 15e WB-eindklassement

1998
- Duitse kampioenschappen mountainbike (cross country)
- 13e WB-eindklassement

1999
- Duitse kampioenschappen mountainbike (cross country)

2000
- Duitse kampioenschappen mountainbike (cross country)
- 13e Olympische Spelen (cross country)